# Șelimbăr (gmina)
Șelimbăr – gmina w Rumunii, w okręgu Sybin. Obejmuje miejscowości Bungard, Mohu, Șelimbăr i Veștem. W 2011 roku liczyła 7028 mieszkańców.